# Paweł Cibicki
Paweł Piotr Cibicki (Malmö, 9 gennaio 1994) è un calciatore svedese con cittadinanza polacca, attaccante dell'IFK Värnamo.

## Carriera

### Club
Nato in Svezia da genitori polacchi, ha iniziato a giocare a calcio nel Nydala IF all'età di 6 anni. Dopo un veloce passaggio all'FC Malmö, è entrato a far parte delle giovanili della principale squadra cittadina, il Malmö FF.
Nel novembre 2012 firma il suo primo contratto professionistico, e nella stagione seguente viene promosso in prima squadra. Debutta in Allsvenskan il 7 luglio 2013, subentrando a Tokelo Rantie al 65' minuto della sfida interna vinta contro il Gefle. Nella stagione d'esordio colleziona 7 presenze in campionato. Il 12 maggio 2014 realizza il primo gol in Allsvenskan in occasione del 3-1 all'Halmstad. Nel giugno del 2014 aveva trovato un accordo verbale con gli olandesi del FC Groningen, ma decide poi di rimanere a Malmö. Oltre ai due scudetti vinti, con il Malmö FF ha modo di giocare 3 partite nella fase a gironi della Champions League 2014-2015. Nell'Allsvenskan 2015 il tecnico Åge Hareide lo utilizza solo in 9 occasioni.
Al fine di fargli trovare maggiore spazio, il Malmö FF lo gira per l'intera stagione 2016 in prestito allo Jönköpings Södra, formazione neopromossa tornata a disputare la Allsvenskan dopo 46 anni. Alla prima giornata, la sua nuova squadra ha festeggiato il ritorno nella massima serie espugnando Kalmar per 1-0 con una rete dello stesso Cibicki. Nel turno successivo, al debutto tra le mura amiche, Cibicki è protagonista di una doppietta che permette di battere 3-2 proprio il Malmö FF, squadra detentrice del suo cartellino. Chiude con 10 reti in 26 partite.
Terminata la positiva stagione allo Jönköpings Södra, fa rientro al Malmö FF. Alla prima giornata di campionato bagna il suo ritorno in maglia azzurra con la rete che ha determinato il pareggio sul campo dell'IFK Göteborg.
Il 30 agosto 2017 viene ceduto a titolo definitivo per poco più di 2 milioni di euro al Leeds, con cui firma un quadriennale, diventando il quinto svedese nella storia del club. Nell'arco dell'intera stagione 2017-2018 colleziona 7 presenze in Championship più altre 3 nelle coppe nazionali. Il 3 luglio 2018 passa ufficialmente in prestito ai norvegesi del Molde fino al successivo 31 dicembre. In 13 partite ha realizzato 3 gol.
Nel gennaio 2019, mentre il Leeds guidato da Marcelo Bielsa stava occupando il 1º posto in Championship, la dirigenza del club inglese opta per un nuovo prestito, questa volta all'Elfsborg, squadra svedese reduce dal 12º posto nel campionato appena concluso in autunno. Uno dei fattori che ha spinto Cibicki ad accettare la nuova destinazione è stata la presenza di Jimmy Thelin, suo vecchio allenatore nell'annata trascorsa allo Jönköpings Södra tre anni prima. Nel successivo mese di luglio, alla scadenza del prestito, Elfsborg e Leeds non hanno trovato un accordo per un'estensione e quindi il giocatore è rientrato in Inghilterra.
Il 21 agosto 2019 viene ceduto in prestito per l'intera stagione 2019-2020 alla squadra olandese dell'ADO Den Haag, guidata in panchina dall'inglese Alan Pardew. Il successivo 12 gennaio, dopo sole tre presenze accumulate in gialloverde, il suo cartellino viene rilevato a titolo definitivo dai polacchi del Pogoń Stettino a fronte di un contratto da tre anni e mezzo.
Nel febbraio 2021 Cibicki viene sospeso dalla Federcalcio svedese per quattro anni, a causa del processo penale in cui il giocatore era accusato di essersi fatto ammonire volontariamente durante Kalmar-Elfsborg del 26 maggio 2019 in cambio di 300 000 corone svedesi da parte di uno scommettitore. Nel dicembre 2021 viene condannato in corte d'appello. Nel gennaio 2022 la FIFA estende a tutto il mondo la sua squalifica di quattro anni.
Il 4 marzo 2025 è stato annunciato il suo ingaggio biennale da parte dell'IFK Värnamo, squadra svedese militante in Allsvenskan. Tuttavia, essendosi allenato con i biancoblù già a gennaio prima della scadenza della precedente squalifica, Cibicki è stato sospeso per ulteriori sei settimane, dal 1º aprile al 12 maggio 2025.

### Nazionale
Avendo la doppia cittadinanza (svedese e polacca), Cibicki ha potuto scegliere la squadra nazionale per cui giocare. La scelta era caduta inizialmente sulla Polonia, con cui ha debuttato nel 2013 con la selezione Under-19 in un'amichevole contro i pari età georgiani. Tuttavia nel 2017 il giocatore sceglie di rappresentare la selezione svedese impegnata agli Europei Under-21 di quell'anno, edizione svoltasi proprio in Polonia.

## Palmarès

### Club
- Campionato svedese: 3

Malmö: 2013, 2014, 2017
- Supercoppa di Svezia: 2

Malmö: 2013, 2014